# René Dekkers
René Dekkers (Antwerpen, 27 november 1909 - aldaar, 22 oktober 1976) was een Belgisch jurist. Hij wordt algemeen beschouwd als een van de grootste Nederlandstalige Belgische juristen van de 20ste eeuw. Hij was vooral actief in het burgerlijk recht, de rechtsvergelijking en de rechtsgeschiedenis.

## Leven
René Dekkers werd op 29 november 1909 geboren te Antwerpen, waar hij naar school ging aan het Koninklijk Atheneum. Hij studeerde rechten aan de Université libre de Bruxelles (ULB) en behaalde in 1932 de academische graad van doctor in de rechten. In 1936 werd hij aan deze universiteit benoemd tot docent van de cursus Romeins recht.
In 1946 werd Dekkers aan de Rijksuniversiteit Gent aangesteld als docent Romeins recht. In 1956 werd zijn opdracht uitgebreid tot het burgerlijk recht en het burgerlijk procesrecht. Daarnaast doceerde hij zowel in Gent als in Brussel rechtsfilosofie en rechtsvergelijking.
Dekkers werd in 1958 aangesteld als decaan van de Gentse faculteit der rechtsgeleerdheid, een functie die hij zou vervullen tot 1966. Van 1966 tot 1970 was hij rector van de universiteit van Lubumbashi (Congo). Dekkers overleed te Antwerpen op 22 oktober 1976, op 66-jarige leeftijd.

## Werken
Dekkers' werken over burgerlijk recht hebben zowel op de rechtsleer als op de rechtspraak in België een grote invloed gehad. Zijn belangrijkste bijdrage is ongetwijfeld zijn Handboek burgerlijk recht (gepubliceerd tussen 1956 en 1958), een driedelige Nederlandstalige samenvatting van de Traité élémentaire de droit civil belge van zijn leermeester Henri De Page. Dekkers heeft bovendien in grote mate bijgedragen aan de totstandkoming van de Traité van De Page.

## Onderscheidingen
- 1948: Lid van de Koninklijke Vlaamse Academie voor Wetenschappen en Kunsten van België, Klasse der Letteren.
- 1949: Buitenlands lid van de Maatschappij der Nederlandse Letterkunde, Leiden.
- 1969: Eredoctoraat van de Rijksuniversiteit Groningen.

## Publicaties (selectie)
- La fiction juridique. Étude de droit romain et de droit comparé, 1935
- Het humanisme en de rechtswetenschap in de Nederlanden, 1938
- Traité élémentaire de droit civil belge, deel IV - X-2 (als medewerker van Henri De Page)
- Bibliotheca Belgica juridica, 1951
- Le droit privé des peuples, 1953
- Handboek Burgerlijk Recht (Précis de droit civil belge), 3 dln., 1956-58